# Rincón de Alonso Sánchez
Rincón de Alonso Sánchez är en ort i Mexiko.   Den ligger i kommunen Valle de Santiago och delstaten Guanajuato, i den centrala delen av landet, 260 km väster om huvudstaden Mexico City. Rincón de Alonso Sánchez ligger 1 700 meter över havet och antalet invånare är 662.
Terrängen runt Rincón de Alonso Sánchez är platt åt nordost, men åt sydväst är den kuperad. Runt Rincón de Alonso Sánchez är det ganska tätbefolkat, med 166 invånare per kvadratkilometer. Närmaste större samhälle är Abasolo, 15,1 km väster om Rincón de Alonso Sánchez. Trakten runt Rincón de Alonso Sánchez består till största delen av jordbruksmark.